# 全有機炭素
全有機炭素（ぜんゆうきたんそ、TOC、Total Organic Carbon）とは、試料中に有機物の形で存在する炭素の量を示したもの。水や土壌、岩石など様々な環境試料が扱われる。総有機態炭素と呼ぶこともある。対になる概念としては、無機的に存在する炭素の量を表す全無機炭素（TIC、Total Inorganic Carabon）であり、TOCとTICの合計が炭素の総量となる。

## 概要
水中のTOC測定は、水質検査として広く使われている。従来、水中に含まれる有機物量の指標は、BODやCODによって行われていたが、これらは有機物の種類、測定条件等によって一義に比較することが難しかった。そのため、これらに代わり有機物量の指標にTOCが使用され始めている。しかし、TOCは水質に影響をあまり与えない難分解性有機物も、通常の有機物と同様に測定するため目的に応じた使い分けが重要である。
岩石中のTOC測定は、例えば化石燃料の品質評価の目的で使われる。

## TOCの測定原理
試料水中に含まれる有機物態炭素を二酸化炭素に酸化させる。そして、その二酸化炭素量を測定することによってTOCを求める。
酸化方法によって、燃焼酸化方式と湿式酸化方式に大別される。
燃焼酸化方式
試料水を空気または酸素とともに、酸化コバルト,白金,バラジウムなどの酸化触媒を充填し900-950℃に加熱した燃焼管に送り込み、有機物を二酸化炭素に酸化させる。その二酸化炭素量を赤外線分析計などで測定し全炭素量を求める。
その後、無機炭素の測定を行うため、試料水をリン酸などの無機炭素用の酸化触媒を充填し約150℃に熱した燃焼管に送り込み、全炭素量を測定した方法同様に、二酸化炭素を発生させ測定する。全炭素量から無機炭素量を引き、その差を全有機炭素量とする。
ＵＶ湿式酸化方式
試料水に試薬を添加し、酸性化し全無機炭素（TIC）を炭酸ガス化し、それをキャリアガスなどを用いて除去した後に、ＵＶ照射によって、全有機炭素（TOC）を酸化させて二酸化炭素を発生させ、炭酸ガスをキャリアガスにて二酸化炭素濃度検知器へと運び、その濃度を計測する。その結果よりTOCを計測するものである。
二段階湿式酸化方式
上記の２つの方法以外にヒドロキシ・ラジカルおよびオゾンを用いた最新の酸化方式もある。この方式の特徴は、有機炭素の酸化にヒドロキシラジカルを用いたベース酸化フェーズとオゾン酸化によるTOC 酸化フェー ズの二段階からなる。特徴は、今までの方法で困難であった塩分を含む試料の酸化が可能（リアクターのダメージがない）および比較的大き目の容量を酸化するので、上記の2つで必要とされるフィルタリングが必要でない点である。(Horan M. et al. 2010)

## アプリケーション
TOCが測定される主な用途としては、以下のものがあげられる。
- 製薬用水の管理：製薬用水（注射用水、精製水）の定義は日本薬局方によって定義があり、そこにはＴＯＣ測定の項目が存在する。
- 水道法に基づく水質管理：水道法の水質9項目の中には、有機物の項目があり、ＴＯＣによって測定する
- 工場排水の管理：環境省により、化学的酸素要求量、窒素含有量及びりん含有量に係る総量削減基本方針が提示されており、ＢＯＤおよびＴＮ／ＴＰの排出量に規制がある(環境省 2011)。しかし、これらの指標はリアルタイムでの測定が難しく、ＴＯＣにより、工場で管理するケースが多々ある。

## TOC測定における課題
TOC測定における課題には次の2つがある。
酸化力：有機炭素の測定は有機炭素が分解されて出てくる二酸化炭素を測定する。ＴＯＣの高いサンプルでは、強い酸化力を必要とされる。一般的には燃焼式および二段階湿式参加方式が酸化力が強いとされている。
メンテナンスコスト：一方で、燃焼式のメンテナンスコストは高くつく傾向がある。理由としては、不純物のダメージやつまりを受けやすいといった欠点がある。近年出てきた、二段階湿式酸化方式では、この問題点が解決されている。